# San Rafael Swell (плато)
San Rafael Swell — велика геологічна структура, розташована в південно-центральній частині штату Юта, Сполучені Штати, приблизно в 16 милях (26 км) на захід від Грін-Рівер. Вихлина Сан-Рафаель розміром приблизно 75 на 40 миль (121 на 64 км) складається з гігантської куполоподібної антикліналі з пісковику, глинистих сланців і вапняку, яка була піднята під час палеоценового ларамідного орогенезу 60–40 мільйонів років тому. З того часу нечасті, але потужні раптові повені розмивали осадові породи в численні долини, каньйони, ущелини, височини, гори та безплодні землі.
Вал є частиною фізико-географічної області плато Колорадо.

## Геологія

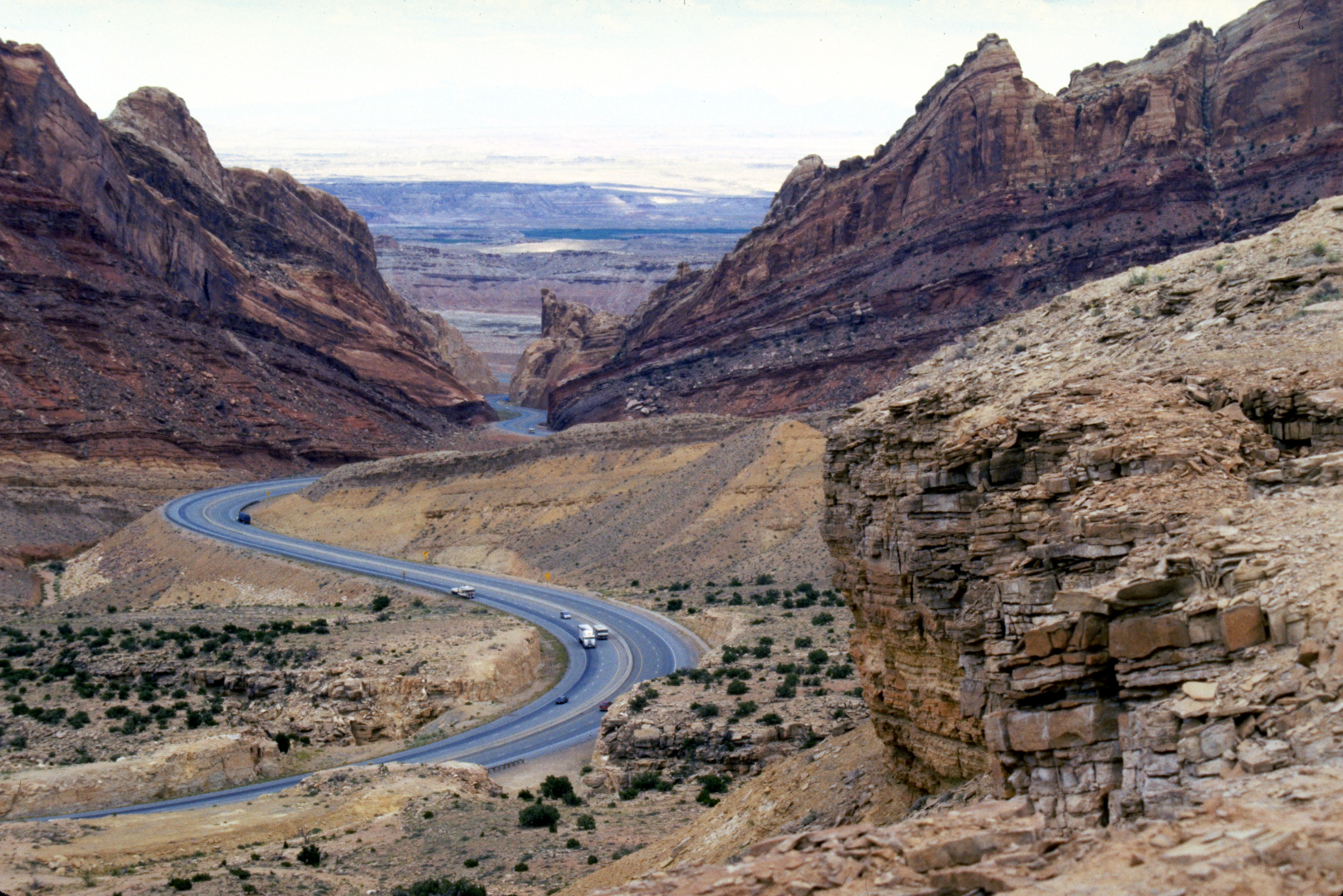
Міжштатна автомагістраль 70 пролягає через плато San Rafael.

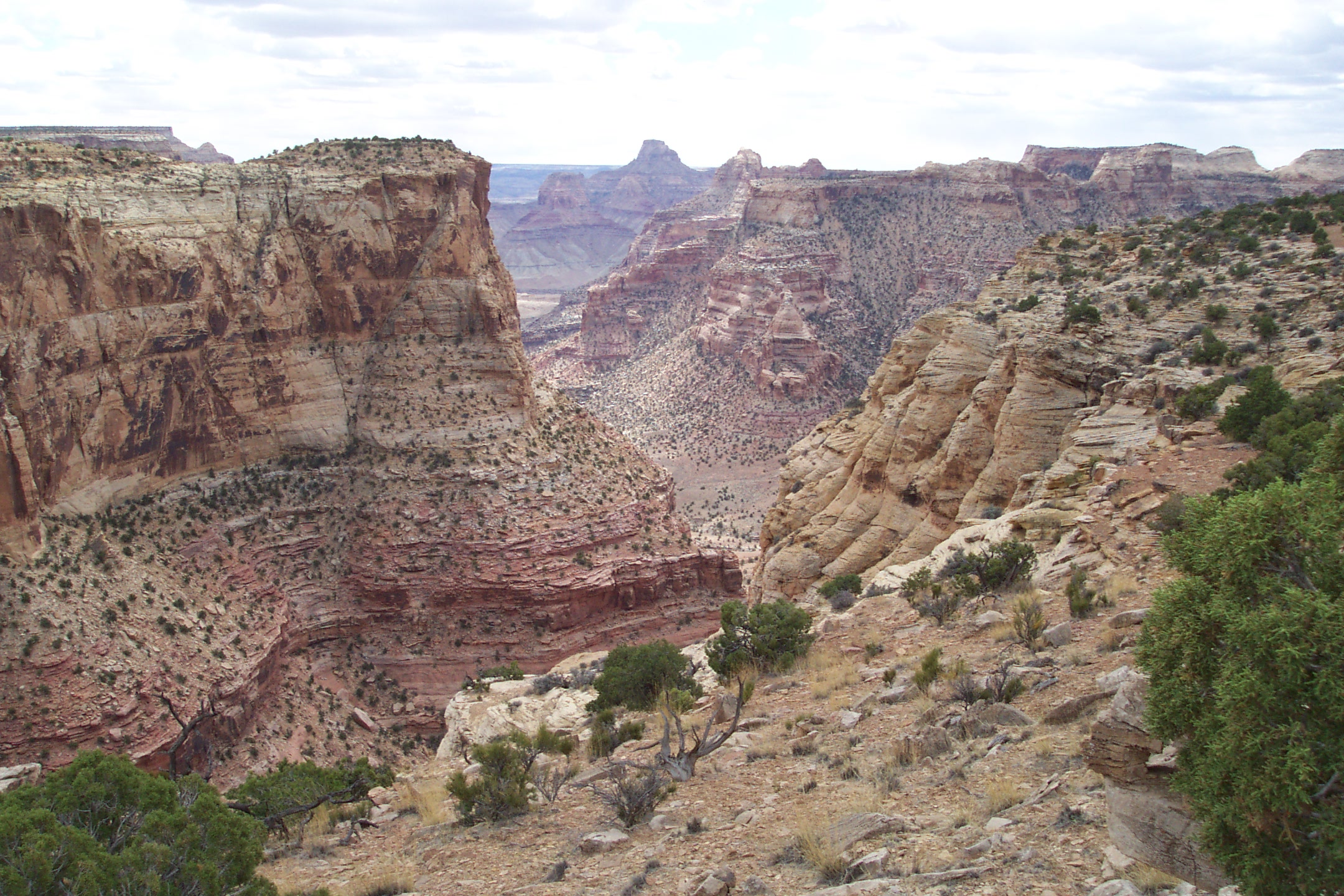
Маленький Гранд-Каньйон на річці Сан-Рафаель.

Міжштатна автомагістраль 70 поділяє Сан-Рафаель на північну та південну частини та забезпечує єдиний міжштатний доступ до регіону. Вал повністю лежить в окрузі Емері. Північний Сан-Рафаель дренується головним чином річкою Сан-Рафаель, тоді як південний Велл дренується головним чином Мадді-Кріком, який згодом зливається з річкою Фремонт і впадає в річку Брудного Диявола на північний схід від  Генксвілл а, штат Юта. Річка Брудний Диявол тече на південь і впадає річку Колорадо, тоді як річка Сан-Рафаель зливається з річкою Грін, перш ніж впасти в Колорадо. Мадді-Крік врізається в західний край річки Велл, виходить в ущелині Мадді-Крік, а потім тече через Блу-Хіллс-Бедленд біля Кейнвіля до впадіння

## Зона відпочинку Сан-Рафаель

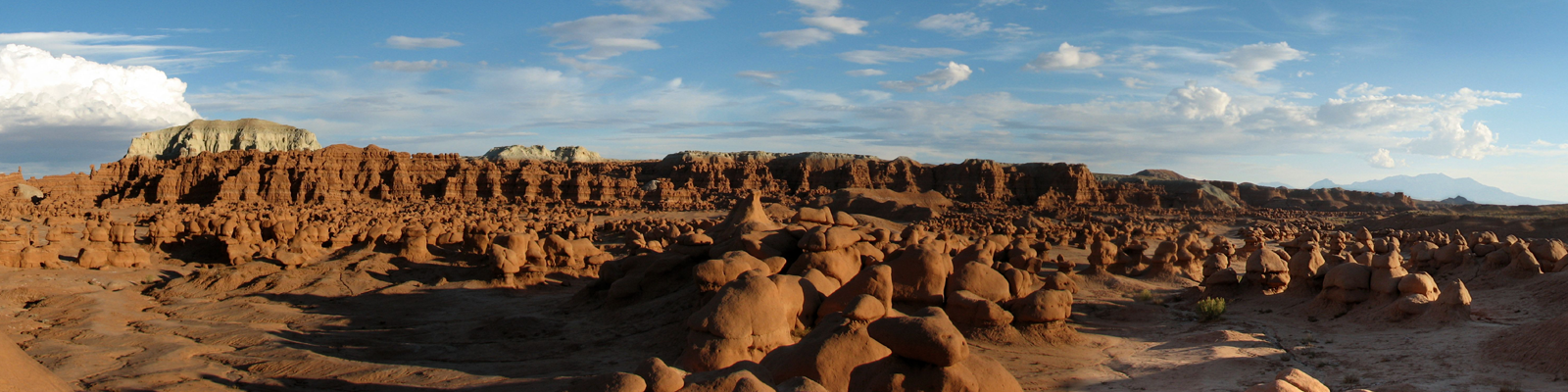
Державний парк Долина гоблінів

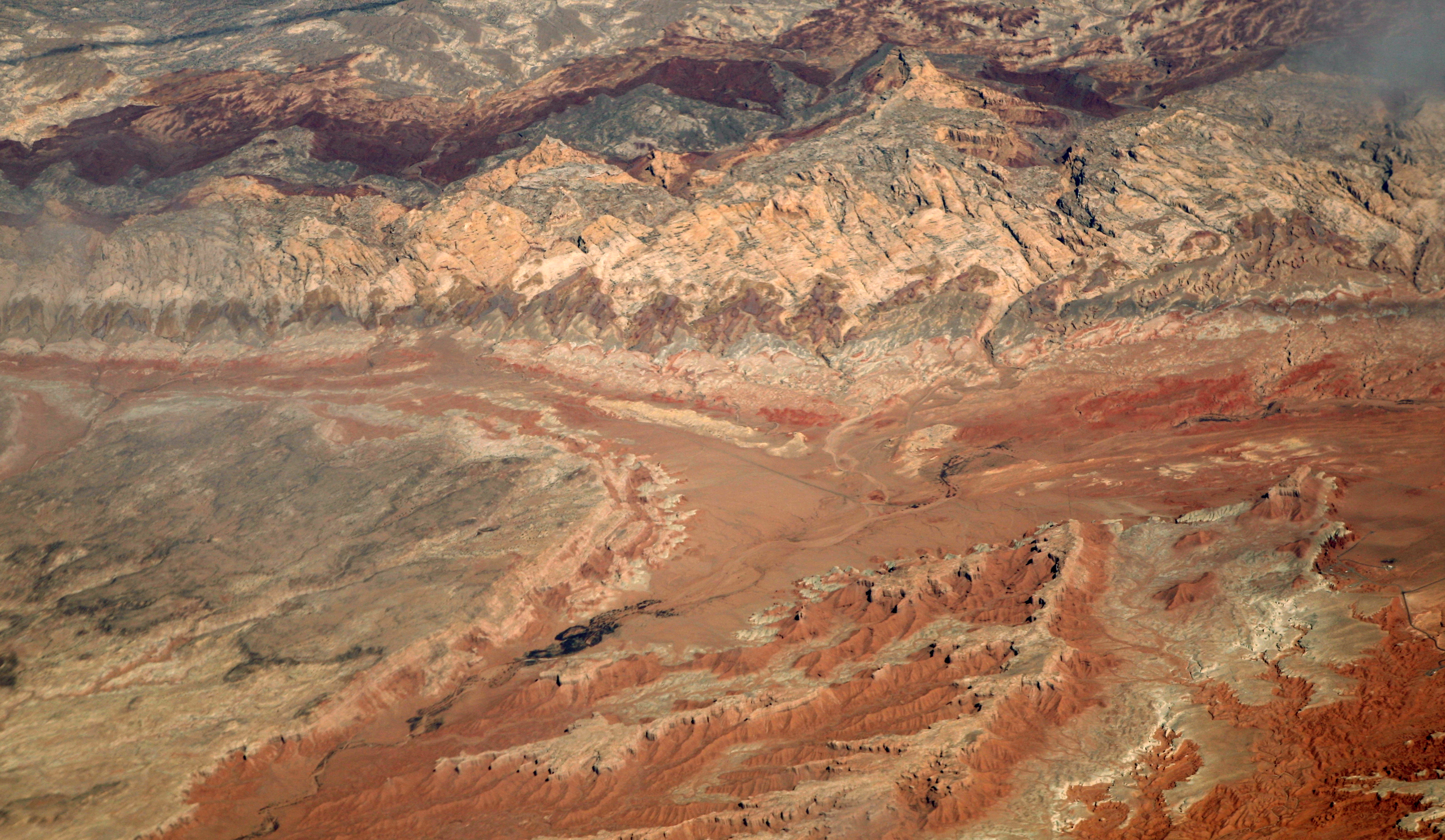
Пустеля Сан-Рафаель з висоти пташиного польоту. Долина гоблінів розташована в нижньому крайньому правому куті, ліворуч — Батт дикого коня. Тінь зворотного сліду позначає риф Сан-Рафаель, а позаду нього - Велика.

Територією управляє Бюро землеустрою США. 12 березня 2019 року Закон про управління державними землями округу Емері був підписаний як Закон Дінгелла про природні ресурси. У рамках цього призначення приблизно 217 000 акрів було захищено як зона відпочинку Сан-Рафаель Велл.
Наступні зони дикої природи були визначені Конгресом навколо зони відпочинку Сан-Рафаель Свелл як частину Джона Д. Дінгелла. Молодший Закон про збереження, управління та відпочинок: Big Wild Horse Mesa (18 192 акрів), Cold Wash (11 001 акрів), Каньйон Диявола (8 675 акрів), Каньйон Ігл (13 832 акрів), Horse Valley (12 201 акрів), Little Ocean Draw (20 660 акрів), каньйон Літтл-Вайлд Хорс (5 479 акрів), Нижній останній шанс (19 339 акрів), Мексиканська гора (76 413 акрів), Меса середнього дикого коня (16 343 акрів), Мадді-Крік (98 023 акрів), Редс-Каньйон (17 325 акрів) ), риф Сан-Рафаель (60 442 акрів) і гора Сіда (49 130 акрів)
Випасання великої рогатої худоби дозволено лише в тих частинах річки, які не позначені як такі. Сан-Рафаель Велл також усіяний ділянками землі, якими керує Адміністрація шкільних та інституційних земель, як і більша частина штату Юта. Державний парк Goblin Valley знаходиться на південно-східному краю Сан-Рафаеля.